# الجهاد الأكبر أو جهاد النفس
الجهاد الأكبر أو جهاد النفس هو عنوان كتاب يحتوي على محاضرات إمام روح الله الخميني حول تهذيب النفس، لطلاب العلوم الدينية في النجف. قام بتدوينها السيد حميد روحاني، وتم نشر الكتاب أول مرة في عام 1393 هـ. وقد ترجمه إلى العربية الشيخ حسين الكوراني.

## المؤلف
روح الله بن مصطفى الموسوي الخميني (خمين 24 سبتمبر 1902م- طهران 3 يونيو 1989م)، رجل دين ومرجع ديني وفيلسوف وكاتب وسياسي شيعي إيراني وكان مؤسس جمهورية إيران الإسلامية وقائد الثورة الإسلامية عام 1979م التي شهدت الإطاحة بالملكية البهلوية ومحمد رضا بهلوي، الشاه الأخير في إيران.
في نهاية عام 1979، أصبح المرشد الأعلى للبلاد، وهو منصب لحظه الدستور الجديد للبلاد كأعلى سلطة سياسية ودينية للأمة.
له أكثر من 40 كتابا منها كتاب الأربعون حديثا وكشف الأسرار والحكومة الإسلامية وولاية الفقيه وغيرها.

## محتوى الكتاب
يشتمل كتاب جهاد الأكبر على محاضرات ودروس ألقاها الإمام الخميني في النجف بالعراق، وهي حول ضرورة وأهمية تهذيب النفس. وهو يخاطب فيها الحوزات العلمية. قام بتدوينها السيد حميد روحاني عام 1392هـ. وعلى رغم من ان هذه الدروس تميزت بالاختصار، لكنها حوت على المسائل الأخلاقية والتربوية والسياسية الكثير.
يؤكد الإمام الخميني في هذا الكتاب على علماء الدين بان يهتموا بتهذيب النفس وتزكيتها، وإصلاح ذات بينهم، فيقول: «هذبوا أنفسكم، وتجهزوا واستعدوا للحيلولة دون وقوع المفاسد التي يمكن أن تعترضكم. حصنوا الحوزات العلمية واجعلوها قادرة على التصدي للمشاكل التي ستواجهها.. فكروا قبل أن تضيع الفرصة، وقبل أن يستولي الأعداء على جميع شؤونكم الدينية والعلمية.. فكروا وانتبهوا وتحركوا.. لا تتشبثوا بالذرائع وتخلقوا لأنفسكم الأعذار بأن المرحلة لا تقتضي ذلك..»
معتقداً بأنه لا يوجد أي عذر في الإخلال بهذه القواعد الضرورية، وان أي إهمال سينتج عنه النتائج السلبية الفادحة، أولها القضاء على النفس وعلى أحكام الإسلام... وسيكون الخطأ الأول هو الخطأ الأخير.
كما يدعو العلماء إلى اكتساب الفضائل والمكارم الأخلاقية والمعايير الإنسانية: «جدوا واجتهدوا لتكونوا في المستقبل نافعين للإسلام، وباختصار أن يكون كل واحد منكم إنسانا».

### فهرس الكتاب
- المقدمة
- الحوزات العلمية
- نصيحة إلى طلبة العلوم الدينية
- أهمية تهذيب النفس وتزكيتها
- تحذير الحوزات
- العناية الإلهية
- لمحات عن المناجات الشعبانية
- حجب النور والظلام
- مرحلة العلم والإيمان
- الخطوة الأولى في التهذيب
- تحذير اخر
- أقوال مختارة[8]

## طبعاته وترجماته
طبع الكتاب أول مرة في سنة 1393 هـ في النجف. وبعد انتصار الثورة الإيرانية أعيد نشره عدة مرات في طهران وقم. وبعد عام من نشر الطبعة الأولى صدرت الترجمة العربیة للكتاب دون ذكر اسم المترجم في النجف.
وبعد الثورة، تم نشر نفس الترجمة مع مقدمة عربية مفصلة من قبل حسن حنفي. ثم نشرت الدار الإسلامية في بيروت ترجمة الشيخ حسين الكوراني للكتاب. وقد نُشرت تلك الترجمة مرارًا وتكرارًا.
ثم قامت مؤسسة تنظيم ونشر تراث الإمام الخميني بنشر الترجمة العربية للكتاب بالإضافة إلى مقدمة وجمل مختارة تزامناً مع ذكرى مرور مائة عام على مولد الإمام سنة 1420 هـ.
كما صدرت ترجمات أخرى للكتاب باللغات الإنجليزية والأردية والتركية والأذرية والسيريلية والإيطالية والتاميلية.